# Хофштеттен-Грюнау
Хофштеттен-Грюнау (нем. Hofstetten-Grünau) — ярмарочная коммуна (нем. Marktgemeinde) в Австрии, в федеральной земле Нижняя Австрия. 
Входит в состав округа Санкт-Пёльтен.  Население составляет 2712 человек (на 1 января 2024 года). Занимает площадь 35,93 км². Официальный код  —  31909.

## Политическая ситуация
Бургомистр коммуны — Артур Раш (Arthur Rasch) (АНП) по результатам выборов 2020 года.
Совет представителей коммуны (нем. Gemeinderat) состоит из 21 места.
- АНП занимает 15 мест.
- СДПА занимает 4 мест.
- АПС занимает 2 места.